# Andreas Brenne
Andreas Brenne (* 1966 in Kleve) ist ein deutscher Kunstpädagoge.

## Leben
Nach dem 1. und 2. Staatsexamen (1994/1999: Deutsch, Mathematik, Sachunterricht, Kunst/Lehramt für Primarstufe), der Ernennung 1995 zum Meisterschüler (Freie Kunst) und der Promotion (Dr. phil.) 2004 war er von 2007 bis 2012 Professor für Ästhetische Bildung und Bewegungserziehung (W2) an der Universität Kassel und von 2012 bis 2021 Professor für Kunstpädagogik/Kunstdidaktik (W2) an der Universität Osnabrück. Seit 2021 ist er Professor für Kunstpädagogik/Kunstdidaktik (W3) an der Universität Potsdam.
Seine Forschungsschwerpunkte sind diversitätsorientierte Forschung an der Schnittstelle von Schul- und Inklusionspädagogik, transkulturelle Kunstvermittlung, Konfliktlandschaften (in Kooperation mit der Neusten Geschichte, Archäologie und der physischen Geographie) und Kunstpädagogik der frühen und mittleren Kindheit.